# کونیچه
کونیچه (به صربی: Koniče) یک منطقهٔ مسکونی در صربستان است که در توتین، صربستان واقع شده‌است. کونیچه ۳۲۲ نفر جمعیت دارد.